# Bärschwil
Bärschwil (antiguamente en francés Bermervelier) es una comuna suiza del cantón de Soleura, localizada en el distrito de Thierstein. Limita al noreste con la comuna de Laufen (BL), al este con Grindel, al sur con Val Terbi (JU), Corban (JU), Courchapoix (JU), Val Terbi (JU) y Courroux (JU), y al oeste y noroeste con Liesberg (BL).

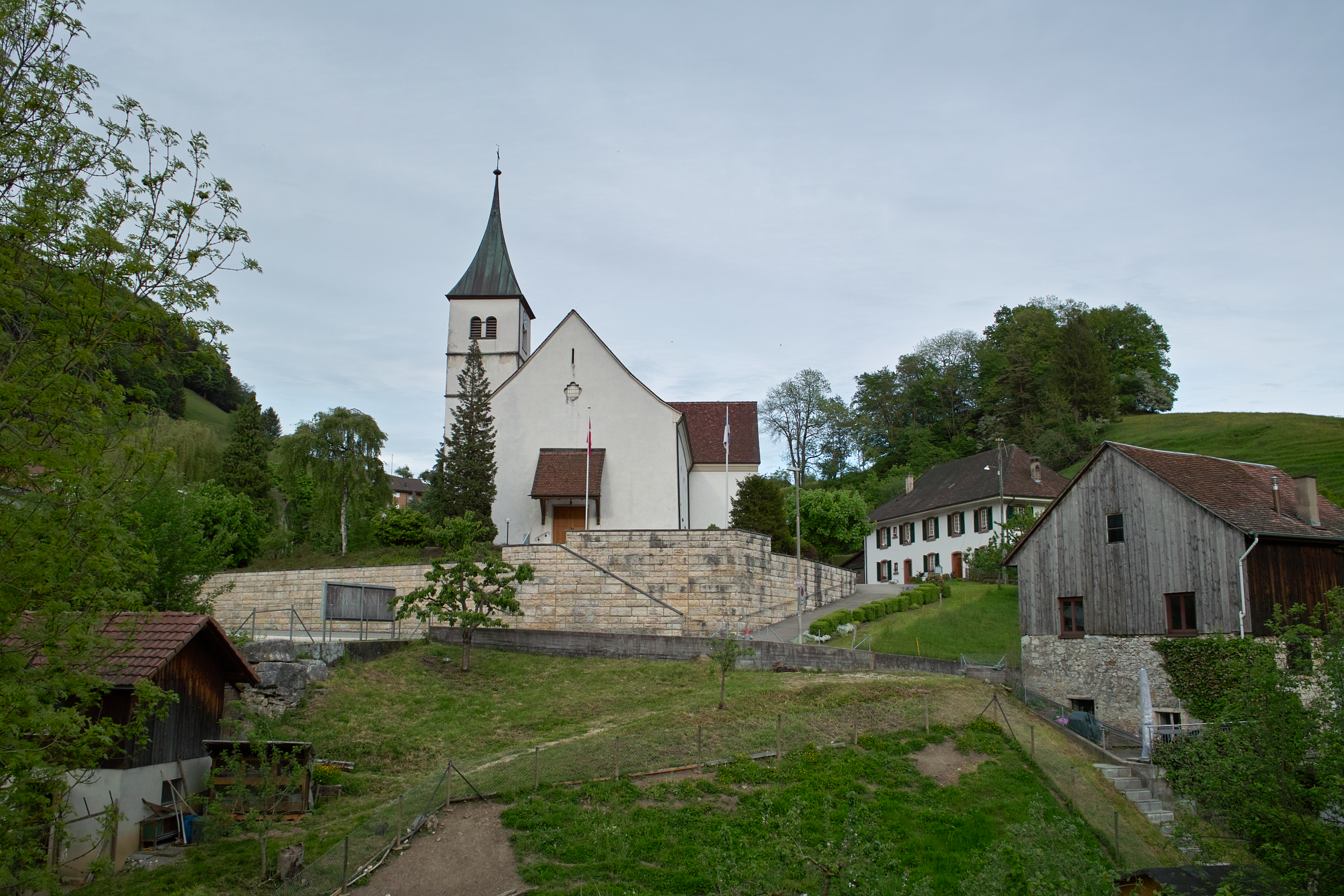
Iglesia de Bärschwil.